# Roeland Raes
Roeland H. T. Raes (* 4. September 1934 in Gent, Belgien; † 28. November 2024) war ein flämischer Jurist, rechtsgerichteter Politiker und Negationist.

## Leben
Raes studierte Rechtswissenschaften an der Universität Gent, wo er zum Doctor juris promovierte. Anschließend war er in der Versicherungsbranche tätig.
Seit 1955 war Raes politisch aktiv, zunächst für die Partei Volksunie, später für die Partei Vlaams Blok und seit deren Auflösung im November 2004 als Reaktion auf die Verurteilung durch das oberste belgische Berufungsgericht für die Nachfolgepartei Vlaams Belang.
Von 1968 bis 1971 war Raes Mitglied im Rat der Provinz Ostflandern und saß von 1991 bis 1995 im Flämischen Parlament. Von 1995 bis 2001 saß er für den Vlaams Blok im Belgischen Senat. Raes war stellvertretender Parteivorsitzender des Vlaams Blok und bis 2001 Mitglied im Verwaltungsrat der Universität Gent. Auch danach war er in Lovendegem für den Vlaams Belang aktiv.
Am 26. Februar 2001 sendete der niederländischen Fernsehsender NCRV im Rahmen seiner Sendung Netwerk ein Interview mit Raes. Darin äußerte er Zweifel am Holocaust. So erklärte er unter anderem: "Die Verfolgung und Verschleppung [von Juden] ist systematisch geschehen. Aber ob es geplant war, dass sie alle während des Krieges umkommen sollten, ist eine andere Frage." Auf die Nachfrage "Und die Zahl von 6,5 Millionen Toten?" antwortete er: "Das wird ständig angezweifelt. (...) Es sind viele schlimme Dinge geschehen: mit Juden, Zigeunern, höre ich, auch mit Homosexuellen, anscheinend. Aber ob die Zahlen genau so sind, ist eine ganz andere Frage. Darüber haben viele geschrieben und viele verschiedene Zahlen werden genannt."
Am folgenden Tag distanzierte sich der Vlaams Blok von den Äußerungen und erklärte den Rücktritt Raes’ als stellvertretender Parteivorsitzender. Am 28. Februar 2001 forderte der Rektor der Universität Gent, Jacques Willems, den Rücktritt Raes' als Mitglied des Verwaltungsrates der Universität, zu dem er vom flämischen Parlament ernannt worden war. Dieser Forderung kam Raes am 5. März 2001 nach und zog sich zugleich aus dem belgischen Senat zurück, dem er seit 1995 angehört hatte. Am 12. Dezember 2008 wurde Raes wegen Holocaustleugnung zu vier Monaten Haft auf Bewährung verurteilt. Zudem muss er Schadensersatz in Höhe von 1000 € an die Organisationen Centrum voor Gelijke Kansen en Racismebestrijding und Forum der Joodse Organisaties leisten. Raes verkündete, gegen das Urteil Berufung einlegen zu wollen.
Raes starb am 28. November 2024 im Alter von 90 Jahren unter Inanspruchnahme von Sterbehilfe.